# Espagueti de mar
L'espagueti de mar (Himanthalia elongata) és una espècie feòfit d'alga marró comestible, dins l'ordre Fucales. Es troba al nord-est de l'Oceà Atlàntic i al Mar del Nord.
Himanthalia elongata és l'únic membre del gènere Himanthalia Lyngbye, 1819 i l'únic membre de la família dels Himanthaliaceae (Kjellman) De Toni, 1891.

## Descripció

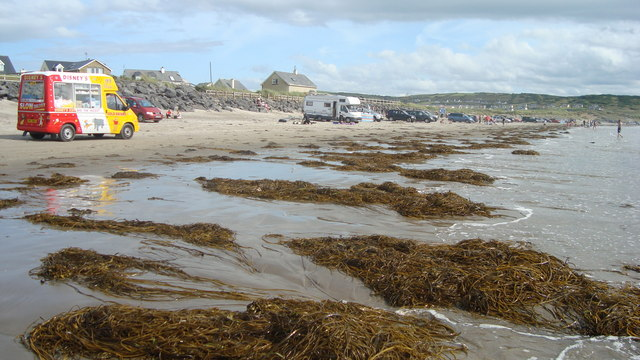
Espagueti de mar a Rossnowlagh, Irlanda.

H. elongata és una algamarró comuna a la costa baixa. El seu tal·lus de primer és un dic d'uns tres centímetres, a la tardor o l'hivern li creixen corretges llargues, creix de pressa i pot arribar a fer fins a tres metres de llargada al segon estiu quan madura.

## Distribució i hàbitat
H. elongata es troba al Bàltic, el Mar del Nord i el nord-est de l'Atlàntic des dd'escandinàvia fins a Portugal.

## Ús alimentari
La seva textura és carnosa i el sabor suau al paladar. Té un gust que recorda la mongeta fresca. A Escòcia i Irlanda es fa servir junt amb altres algues per fer pa d'algues. Pot afegir-se a l'arròs i les pastes. També es poden fregir i usar en aperitius, els quals recorden pel seu sabor als calamars i les sèpies. Destaca per la seva riquesa en ferro i proporciona vitamina C i el baix contingut en greixos, que a més són principalment greixos insaturats amb omega 3 i omega 6.

### Valors nutricionals típics (per cada 100 g)[10]
- Calci 490 mg
- Fòsfor 240 mg
- Magnesi 435 mg
- Potassi 8.250 mg
- Sodi 4.100 mg
- Ferro 59 mg
- Proteïnes 8,4 g
- Greix 1,1 g
- Vitamina A 0,07 mg
- Vitamina B1 0,02 mg
- Vitamina B2 0,02 mg
- Vitamina C 28,5 mg